# Copernicia hospita
Copernicia hospita är en enhjärtbladig växtart som beskrevs av Carl Friedrich Philipp von Martius. Copernicia hospita ingår i släktet Copernicia och familjen Arecaceae.
Artens utbredningsområde är Kuba. Inga underarter finns listade i Catalogue of Life.

## Bildgalleri

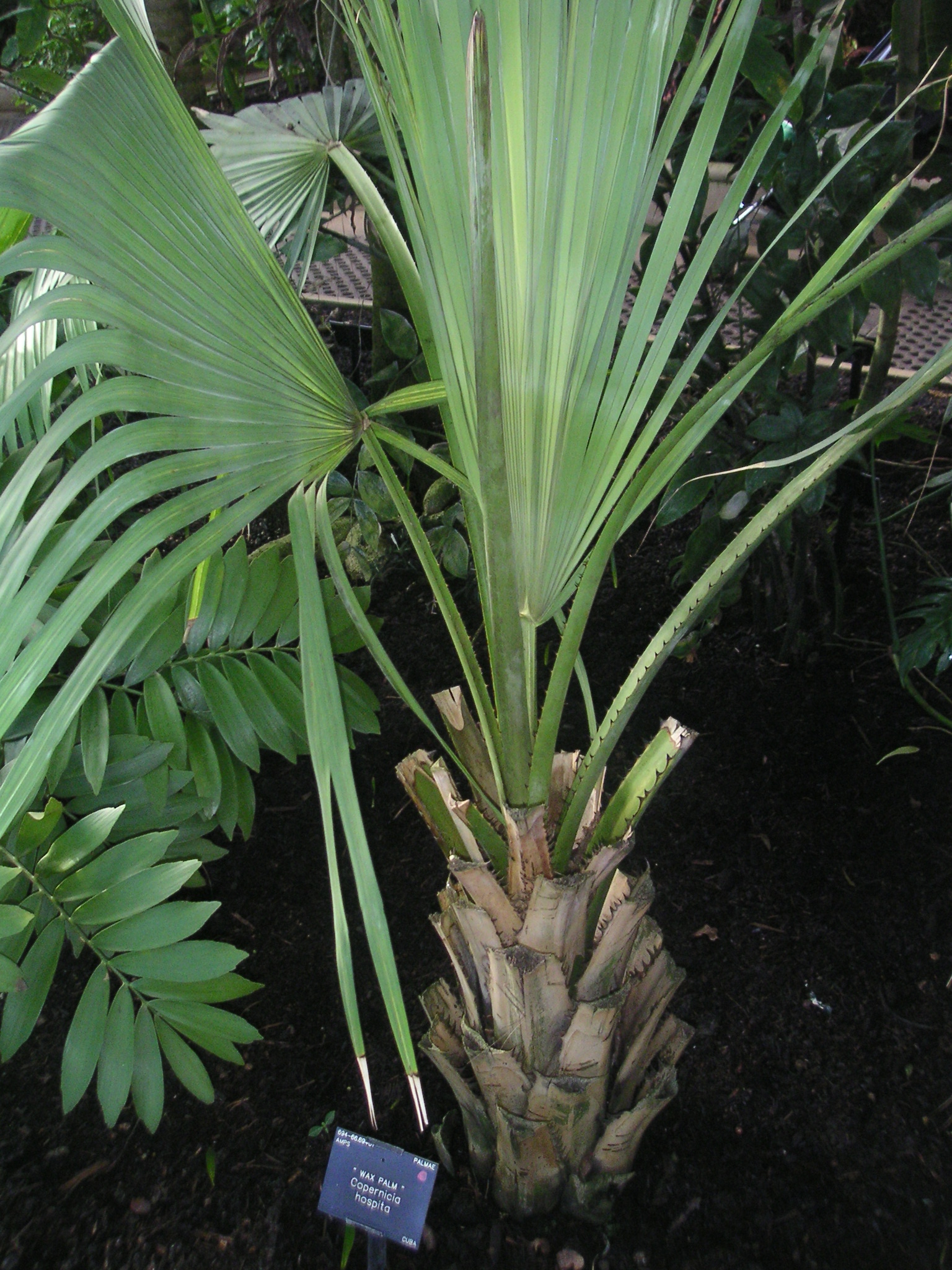